# 张库南街道
张库南街道，是中华人民共和国河北省张家口市张北县下辖的一个乡镇级行政单位，成立于2011年7月1日，办公地点位于张北县旧水利局三楼。

## 资料来源
- 张北县街道办事处 （页面存档备份，存于）